# Emil Sylvegård
Chris Emil Sylvegård, född 2 mars 1993 i Malmö, är en svensk professionell ishockeyspelare som spelar för Tappara i Liiga. Efter att ha debuterat med moderklubben Malmö Redhawks i Hockeyallsvenskan säsongen 2010/11, lämnade han Sverige för spel i Nordamerika. Efter två säsonger vardera med Voltigeurs de Drummondville och Regina Pats i QMJHL respektive WHL, återvände Sylvegård till Hockeyallsvenskan för spel i IK Oskarshamn. Därefter tillbringade han två säsonger vardera för Luleå HF och Linköping HC i SHL. Under sin tid i Luleå spelade han också ett antal matcher som utlånad till Asplöven HC.
Mellan säsongerna 2018/19 och 2022/23 spelade Sylvegård åter för Redhawks, nu i SHL. Därefter anslöt han till Växjö Lakers HC, med vilka han tillbringade två säsonger. Sedan juli 2025 tillhör han finska Tappara.
Sylvegård gjorde A-landslagsdebut 2019 och har spelat 25 A-landskamper. Han är son till den före detta ishockeyspelaren Patrik Sylvegård, och bror till ishockeyspelaren Marcus Sylvegård och tränaren Hampus Sylvegård.

## Karriär

### Klubblag

#### 2007–2014: Början av karriären
Sylvegårds moderklubb är Malmö Redhawks, med vilka han vann U16-SM med säsongen 2007/08. Efter ytterligare två säsonger i Redhawks juniorsektioner fick han säsongen 2010/11 debutera med Malmös A-lag i Hockeyallsvenskan. Han spelade sin första seniormatch för klubben den 7 februari 2011, i en 5–0-förlust mot Västerås IK. Totalt fick han spela fem matcher i Hockeyallsvenskan under säsongens gång och gick poänglös ur dessa. Han tillbringade större delen av säsongen med Malmös J20-lag i J20 Superelit och efter säsongens slut lämnade han klubben.
De två följande säsongerna tillbringade Sylvegård i Nordamerika. 2011/12 spelade han för Voltigeurs de Drummondville i QMJHL. På 65 grundseriematcher noterades han för 31 poäng, varav 13 mål. Han var den i laget som hade sämst plus/minus-statistik i grundserien (-18). Säsongen därpå bröt Sylvegård sitt kontrakt med Voltiguers för att istället spela i WHL med Regina Pats. Med Pats stod Sylvegård för 19 poäng på 68 grundseriematcher (4 mål, 15 assist), och laget misslyckades sedan att ta sig till slutspel.
Inför säsongen 2013/14 återvände Sylvegård till Sverige och Hockeyallsvenskan då han skrivit ett ettårskontrakt med IK Oskarshamn i juli 2013. Han spelade samtliga 52 matcher i grundserien och stod för sitt första mål i Hockeyallsvenskan den 30 oktober samma år, på Adam Reideborn, i en 4–3-seger mot Djurgårdens IF. Totalt stod han för fyra mål och åtta assistpoäng under sin tid i Oskarshamn, som misslyckades att ta sig till kvalspel.

#### 2014–2025: Etablering i SHL
I april 2014 skrev Sylvegård på ett tvåårskontrakt för Luleå HF i SHL. Han fick dock inleda säsongen i Hockeyallsvenskan då han blev utlånad till Asplöven HC. Totalt gjorde han sex matcher med Asplöven och stod för fem poäng (tre mål, två assist). Han debuterade i SHL den 25 september 2014 och 11 oktober samma år gjorde han sitt första SHL-mål på Adam Reideborn då Modo Hockey besegrades med 1–4. I sin första SHL-säsong stod Sylvegård för fyra mål och sex assistpoäng på 47 grundseriematcher. Luleå slutade på åttonde plats i grundserietabellen och Sylvegård spelade därefter därmed sitt första SM-slutspel. Efter att ha besegrat Djurgårdens IF i play in slog man ut i kvartsfinalserien av Frölunda HC med 4–3 i matcher. På nio slutspelsmatcher stod Sylvegård för ett mål och en assist. Under sin andra säsong i Luleå förbättrade Sylvegård sitt poängrekord i SHL från föregående säsong då han stod för 16 poäng på 50 matcher (3 mål, 13 assist). Laget tog sig till SM-semifinal och slog återigen ut av Frölunda HC, denna gång med 4–2 i matcher. På elva slutspelsmatcher stod Sylvegård för två assist. Under säsongens gång spelade han också en match för Asplöven i Hockeyallsvenskan där han gjorde ett mål och en assist.
Efter två säsonger i Luleå meddelades det i april 2016 att Sylvegård skrivit ett tvåårsavtal med seriekonkurrenten Linköping HC. I sin första säsong i klubben ådrog han sig 76 utvisningsminuter och var därmed lagets mest utvisade spelare. I slutet av januari 2017 missade han tre matcher efter att ha blivit avstängd på grund av en tackling mot Joe Piskula. I SM-slutspelet slogs Linköping ut i kvartsfinalserien mot Brynäs IF med 4–2 i matcher. Säsongen 2017/18 var Sylvegård för andra året i följd Linköpings mest utvisade spelare (65 minuter). han tangerade sin poängnotering i grundserien från föregående säsong; på 52 matcher stod han för 15 poäng (åtta mål, sju assist). Linköping slog ut HV71 i play in i SM-slutspelet och besegrades själva därefter av Djurgårdens IF med 4–1 i matcher.
Efter sju säsonger i andra klubbar, meddelades det den 18 april 2018 att Sylvegård återvänt till moderklubben Malmö Redhawks efter att ha skrivit ett tvåårsavtal. Inför säsongen 2018/19 utsågs han till en av lagets assisterande lagkaptener. Sylvegård stod sedan för sin poängmässigt främsta säsong i SHL och med 23 poäng (elva mål, tolv assist) på 49 grundseriematcher blev han fyra i lagets interna poängliga. I SM-slutspelet slogs laget ut i kvartsfinalserien mot Frölunda HC med 4–1 i matcher. Under den följande säsongen, den 6 november 2019, meddelades det att Sylvegård förlängt sitt avtal med Malmö med ytterligare tre år.
Säsongen 2020/21 slutade Sylvegård på tredje plats i Malmös interna poängliga då han noterade personligt poängrekord i SHL:s grundserie. På 51 matcher stod han för 27 poäng, och med 17 gjorda mål var han också lagets främsta målskytt. I sin fjärde säsong sedan återkomsten till Malmö var Sylvegård den spelare som drog på sig flest utvisningsminuter i laget (55). På 46 grundseriematcher noterades han för 18 poäng (nio mål, nio assist).
Den 10 maj 2023 bekräftades det att Sylvegård lämnat Malmö för spel med Växjö Lakers HC, med vilka han skrivit ett tvåårsavtal. Säsongen 2023/24 spelade han samtliga 52 grundseriematcher (4 mål, 14 assist) där Växjö slutade på andra plats. I det följande SM-slutspelet slogs man ut i fyra raka matcher i semifinal mot Rögle BK. Även under sin andra säsong för Växjö spelade han samtliga grundseriematcher. Hans poängnotering försämrades något (14) men hans målnotering ökade (8) från föregående säsong. Laget slutade på åttonde plats och slogs i SM-slutspelet ut i kvartsfinal av Luleå HF med 4–1 i matcher. Efter säsongen, i maj 2025, bekräftades det att Sylvegård lämnat klubben.

#### Från 2025: Tappara
Den 28 juli 2025 bekräftades det att Sylvegård lämnat Sverige för spel med den finska klubben Tappara i Liiga, med vilka han skrivit ett ettårsavtal.

### Landslag
Sylvegård gjorde A-landslagsdebut den 7 februari 2019 under Beijer Hockey Games, i en 5–2-förlust mot Tjeckien. Den 18 april samma år gjorde han sitt första A-landslagsmål, på Simon Nielsen, då Sverige besegrade Danmark med 2–0 i en träningslandskamp.

## Statistik
| 2010–11                  | Malmö Redhawks              | HA                       | 5   | 0  | 0   | 0   | 0   | —  | — | —  | —  | —  |
| 2011–12                  | Voltigeurs de Drummondville | QMJHL                    | 65  | 13 | 18  | 31  | 42  | 2  | 0 | 1  | 1  | 0  |
| 2012–13                  | Regina Pats                 | WHL                      | 68  | 4  | 15  | 19  | 32  | —  | — | —  | —  | —  |
| 2013–14                  | IK Oskarshamn               | HA                       | 52  | 4  | 8   | 12  | 20  | —  | — | —  | —  | —  |
| 2014–15                  | Asplöven HC                 | HA                       | 6   | 3  | 2   | 5   | 2   | —  | — | —  | —  | —  |
| 2014–15                  | Luleå HF                    | SHL                      | 47  | 4  | 6   | 10  | 45  | 9  | 1 | 1  | 2  | 2  |
| 2015–16                  | Luleå HF                    | SHL                      | 50  | 3  | 13  | 16  | 20  | 11 | 0 | 2  | 2  | 2  |
| 2015–16                  | Asplöven HC                 | HA                       | 1   | 1  | 1   | 2   | 0   | —  | — | —  | —  | —  |
| 2016–17                  | Linköping HC                | SHL                      | 49  | 6  | 9   | 15  | 76  | 6  | 0 | 1  | 1  | 4  |
| 2017–18                  | Linköping HC                | SHL                      | 52  | 8  | 7   | 15  | 65  | 5  | 0 | 0  | 0  | 4  |
| 2018–19                  | Malmö Redhawks              | SHL                      | 49  | 11 | 12  | 23  | 34  | 5  | 0 | 0  | 0  | 33 |
| 2019–20                  | Malmö Redhawks              | SHL                      | 45  | 9  | 8   | 17  | 20  | —  | — | —  | —  | —  |
| 2020–21                  | Malmö Redhawks              | SHL                      | 51  | 17 | 10  | 27  | 34  | 2  | 0 | 1  | 1  | 0  |
| 2021–22                  | Malmö Redhawks              | SHL                      | 46  | 9  | 9   | 18  | 55  | —  | — | —  | —  | —  |
| 2022–23                  | Malmö Redhawks              | SHL                      | 49  | 8  | 7   | 15  | 51  | 5  | 0 | 2  | 2  | 0  |
| 2023–24                  | Växjö Lakers HC             | SHL                      | 52  | 4  | 14  | 18  | 35  | 8  | 1 | 2  | 3  | 6  |
| 2024–25                  | Växjö Lakers HC             | SHL                      | 52  | 8  | 6   | 14  | 14  | 8  | 1 | 1  | 2  | 10 |
| SHL totalt               | SHL totalt                  | SHL totalt               | 542 | 87 | 101 | 188 | 418 | 59 | 3 | 10 | 13 | 61 |
| Hockeyallsvenskan totalt | Hockeyallsvenskan totalt    | Hockeyallsvenskan totalt | 64  | 8  | 11  | 19  | 22  | —  | — | —  | —  | —  |